# 示現会
一般社団法人示現会（しげんかい）とは、日本の美術家団体。

## 概要
1947年（昭和22年）、洋画団体示現会として設立。
設立時の会員は、青木純子、石川寅治、伊藤源右衛門、江崎寛友、大沼静巌、大内田茂士、奥瀬英三、奥森多可志、加藤義雄、斎藤俊雄、清水敦次郎、鈴木満、関口文雄、田原輝夫、玉井力三、戸津文雄、鶴田吾郎、中田信、中谷健次、中村新次郎、奈良岡正夫、楢原健三、能見三次、原本虎雄、平沢定人、三上知治、光安浩行、水戸敬之助、三井滋雄、山田説義、吉原甲蔵、計31名。
設立後、1948年（昭和23年）より(第1回)示現会展を開催。以後、東京都美術館にて毎年公募展を開催。2007年（平成19年）より、国立新美術館に示現会展の会場を移している。